# اندیس چشمه سفید
چشمه سفید یک اندیس فلزی است که در حوالی شهر رفسنجان استان کرمان قرار دارد و مادهٔ معدنی موجود در آن، مس است.  